# 鄧至
鄧至（とうし）は、鄧至羌や白水羌ともいい、中国の南北朝時代に羌族が建てた政権。仇池の西、宕昌の南に位置した。都城は鄧至城（現在の四川省九寨溝県の西）。首長の姓は「像」といった。
白水酋帥の像舒治が王を称し、北魏の孝文帝に遣使して龍驤将軍・鄧至王に封ぜられたのを初代とする。南朝に対しては代々持節・平北将軍・西涼州刺史を称した。502年、像舒彭が南朝梁に遣使して、都督西涼州諸軍事・安北将軍の位を受けた。554年、像檐桁が政権を失い、西魏に逃れると、宇文泰が章武公宇文導に兵を率いてかれを護送させ、復位させた。その後のことは史料に載せられていないが、北周が西魏に代わった後、その地に鄧州が立てられているので、遅くともこの時には鄧至は滅亡していたものと考えられる。

## 鄧至の君主
- 像舒治（430年 - ?）
- 像舒者
- 像屈耽

以後三代の世系不明
- 像舒彭（502年 - 509年）
- 像覧蹄（509年 - ?）

以後二代の世系不明
- 像檐桁（? - 554年）

## 参考資料
- 『魏書』巻101 列伝第89
- 『梁書』巻54 列伝第48 諸夷
- 『周書』巻49 列伝第41 異域上